# Muzej Ludwig
Museuj Ludwig, u Kölnu, sadrži zbirke moderne umjetnosti. Tu su uključeni radovi pop arta, apstraktne umjetnosti i surealizma kao i jedna od najvećih zbirki Picassa u Europi. 
Veliki broj radova Andyja Warhola i Roya Lichensteina je izložen u muzeju.
Kasper König je trenutni direktor muzeja.

## Povijest
Muzej je osnovan 1976. kao nezavisna institucija Wallraf-Richartz Muzeja. Te godine je čokoladni magnat Peter Ludwig darovao 350 modernih djela gradu Kölnu, tada vrijednih 45 mil. dolara,—a za uzvrat grad Köln se obvezao napraviti "Museuj Ludwig" u kojem bi bili izloženi radovi nastali poslije 1900. godine. Sadašnju zgradu muzeja su projektirali arhitekti Peter Busmann i Godfrid Haberer a koja je inaugurirana 1986. Nova zgrada služila je kao dom i Muzeju Ludwig kao i Wallraf-Richartz Muzeju sve do 1994. kada su ove dvije institucije razdvojene a u zgradi je ostao samo Muzej Ludwig. Ova zgrada je i dom kölnskoj filharmoniji locirana u neposrednoj blizini kölnske katedrale.

## Zbirke
Muzej sadrži Zbirku Haubrich, zbirku odvjetnika Josefa Haubricha u kojoj su umjetnička djela nastala između 1914. i 1939. a darovanu gradu Kölnu 2. svibnja 1946. Neposredno nakon Drugog svjetskog rata u svibnju 1946. Haubrich predstavlja gradu Kölnu svoju ekspresionističku zbirku u kojoj se mogu naći umjetnici: Erich Heckel, Karl Schmidt-Rottluff, Ernst Ludwig Kirchner, August Macke, Otto Mueller ali i radovi drugih umjetnika klasičnog modernizma: Marca Chagalla i Otta Dixa. 
Drugi dio muzeja čini 'Zbirka Haubrich, zbirka koja sadrži djela Picassa, ruske avangarde i američkog Pop arta. S oko 900 Picassovih djela, ovaj muzej sadrži treću po brojnosti kolekciju umjetnina ovog autora, poslije Picassovih muzeja u Barceloni iParizu. Kasnije Peter Ludwig i njegova supruga Irene daruju muzeju oko 600 radova ruske avangarde iz perioda od 1905. do 1935. s umjetničkim djelima Kazimira Maljeviča, Ljubov Popove, Natalije Gončarove, Mihaila Larionova i Aleksandra Rodčenka. Danas muzej posjeduje najopsežniju zbirku ranih radova ruske avangarde izvan Rusije.

### Radovi
- Kazimir Maljevič, Pejzaž (zimi), 1909.
- August Macke, Dama u zelenoj jakni, 1913.
- Ernst Ludwig Kirchner,
Ženski poluakt sa šeširom 1911.
- Ernst Ludwig Kirchner,
Pet žena na ulici 1913.
- Franz Marc,
Divlje svinje 1913.
- Ernst Ludwig Kirchner,
Društvo umjetnika 1926.
- Paul Klee,
Glavni i sporedni putevi 1929.

## Izabrani radovi
- Pierre Alechinsky : Coupe sombre (1968.)
- Josef Albers : Green Scent (1963.)
- Peter Blake : ABC Minors (1955.), Bo Diddley (1963.)
- Otto Dix : Bildnis des Dr. Hans Koch (1921.), Vorstadtszene (1922.), Mädchen mit rosa Bluse (1923.), Bildnis Frau Dr. Koch (1923.)
- Richard Estes : Food Shop / Snack-bar (1967.)
- Natalia Gontcharova : Nature morte à la peau de tigre (1908), Portrait de Larionov (1913), Vendeuse d'oranges (1916).
- Duane Hanson : Woman with a Purse / Femme au sac en bandoulière (1974.)
- Jasper Johns : Untitled (1972.)
- Allen Jones : Figure Falling / Chute (1964.), Perfect Match / Partenaire idéale (1966. – 1967.)
- Edward Kienholz : Night of Nights / Nuit des nuits (1961.), The Portable War Memorial / Monuments aux morts portable (1968.)
- Roy Lichtenstein : Takka-Takka (1962.), Mad Scientist / Le savant fou (1963.), M-Maybe / P-Peut-être (1965.), Explosion n° 1 (1965), Study for Preparedness / Étude pour Disponibilité (1968.)
- Wolf Vostell :  Coca-Cola, Dé-coll/age (1961), Homage to Henry Ford and Jaqueline Kennedy (1967), Miss Amerika (1968).
- László Moholy-Nagy : Grau-Schwarz-Blau / Gris-Noir-Bleu (1920), Auf weissen Grund / Sur fond blanc (1923).
- Kenneth Noland : Provence (1960.), Shadow Line / Ligne d'ombre (1967.)
- Claes Oldenburg : The Street / La rue (1960), Success Plant / Félicitations pour l'avancement (1961), White Shirt with Blue Tie / Chemise blanche et cravate bleue (1961), Green Legs with Shoes / Jambes vertes avec chaussures (1961)
- Eduardo Paolozzi : The Last of the Idols (1963).
- Robert Rauschenberg : Odalisque (1955–1958), Allegory / Allégorie (1959–1960), Wall Street (1961), Black Market / Marché noir (1961), Axle / Axe (1964), Bible Bike (Borealis) (1991).
- James Rosenquist : Rainbow / Arc-en-ciel (1961), Untitled (Joan Crawford says...) / Sans titre (Joan Crawford dit...) (1964), Horse blinders / Œillères pour cheval (1968–1969), Starthief / Voleur d'étoiles (1980).
- George Segal : Woman washing her Feet in a Sink / Femme se lavant les pieds dans un lavabo (1964–1965), The Restaurant Window I / La fenêtre du restaurant I (1967).
- Frank Stella : Seven Steps (1959), Ctesiphon III (1968), Bonin Night Heron No. 1 (1976).
- Andy Warhol : Two Dollars Bills (Front and Rear) / 80 billets de deux dollars (recto et verso) (1962), 129 Die in Jet (Plane Crash) / 129 morts (catastrophe aérienne) (1962), Close Cover before Striking (Pepsi-Cola) / Refermer avant d'allumer (Pepsi Cola) (1962), Do it Yourself (Landscape) / Modèle pour peintres amateurs(paysage) (1962), Two Elvis / Double Elvis (1963),  Red Race Riot / Émeute raciale rouge (1963), Boxes / Boîtes (1964),  Flowers / Fleurs (1964).
- Tom Wesselmann : Bathtub 3 / Baignoire 3 (1963), Landscape No.2 / Paysage n° 2 (1964), Great American Nude / Grand nu américain (1967).

## Nagrada Wolfgang Hahn
Od 1994. godine Muzej Ludwig svake godine dodjeljuje nagradu ‘Wolfgang-Hahn Prize’ posvećenu Wolfgangu Hahnu (1924. – 1987.), nekadašnjem glavnom konzervatoru i restauratoru muzeja. Novčana nagra iznosi do 100,000 eura per annum a dobitnici nagrade obvezuje se da će pokloniti jedno djelo muzeju.

Žiri se sastoji od internacionalnih umjetnika a sljedeći umjetnici su do sada nagrađeni:
- 1994. - James Lee Byars
- 1995. - Lawrence Weiner
- 1996. - Günther Förg
- 1997. - Cindy Sherman
- 1998. - Franz West
- 1999. - Pipilotti Rist
- 2000. - Hubert Kiecol
- 2001. - Raymond Pettibon
- 2002. - Isa Genzken
- 2003. - Niele Toroni
- 2004. - Rosemarie Trockel
- 2005. - Richard Artschwager
- 2006. - Mike Kelley
- 2007. - nagrada nije dodijeljena
- 2008. - Peter Doig
- 2009. - Christopher Wool
- 2010. - Peter Fischli i David Weiss
- 2011. - John Miller
- 2012. - Henrik Olesen

## Vanjske poveznice
- Službena stranica (na engleskom)

50°56′27″N 6°57′37″E / 50.94083°N 6.96028°E